# Seiken Densetsu
Seiken Densetsu (聖剣伝説 lit. La Leyenda de la Espada Sagrada?) es una serie de videojuegos de rol de acción desarrollada por Squaresoft, la compañía responsable de la serie Final Fantasy. Squaresoft se fusionó el 1 de abril de 2003 con la empresa Enix, creadora de la serie Dragon Quest, y ha formado Square Enix desde entonces. Koichi Ishii es el creador de la serie Seiken Densetsu.

## Historia de la Saga
- Mystic Quest: Desarrollado en 1991 para Game Boy por Squaresoft.
- Secret of Mana: lanzado en 1993 para la Super Nintendo por Squaresoft.
- Trials of Mana: lanzado en 1995 para la Super Nintendo por Squaresoft.
- Legend of Mana: lanzado en 2000 para la PlayStation por Squaresoft.
- Sword of Mana: lanzado en 2004 para la Game Boy Advance por Square Enix.
- Children of Mana: lanzado en 2007 para la Nintendo DS por Square Enix.
- Dawn of Mana: lanzado en 2007 para la PlayStation 2 por Square Enix.
- Heroes of Mana: lanzado en 2007 para la Nintendo DS por Square Enix.
- Adventures of Mana: lanzado en 2016 para  ios, Android y PlayStation Vita por Square Enix.
- Collection of Mana: lanzado en 2017 para Nintendo Switch por Square Enix.

## Los juegos

### Seiken Densetsu: Final Fantasy Gaiden
Seiken Densetsu: Final Fantasy Gaiden (llamado Final Fantasy Adventure en EE. UU. y Mystic Quest en Europa) es el primer juego de la serie Seiken Densetsu. Salió para la monocromática Game Boy. La manera de jugar es muy similar al juego Legend of Zelda. Como se pensó que sería una historia alternativa de Final Fantasy, el estilo artístico del juego es muy similar al de la serie Final Fantasy. El mismo estilo, los Chocobos y moguris, también aparecen aquí.
Hay un personaje masculino llamado "Sumo" (aparece en el manual) es uno de los protagonistas, porque sus padres fueron asesinados por Dark Lord. El antagonista es Julius, y su más cercano amigo Dark Lord. El otro personaje principal es una joven llamada "Fuji" (según el manual) y tiene una historia muy interesante.
Este juego tuvo un remake de 32-bit para la Game Boy Advance, el remake se llamó Shinyaku Seiken Densetsu en Japón y fue conocido en Estados Unidos y Europa como Sword of Mana.

### Secret of Mana
Seiken Densetsu 2 (o Secret of Mana en EE. UU.) fue lanzado para la SNES en 1993. Es el más famoso juego de la serie. La forma de jugar es similar a The Legend of Zelda: A Link to the Past. Lo innovador es que puedes jugar con 3 personajes. Tiene todos los elementos de un Seiken Densetsu y le fueron quitados aquellos elementos de Final Fantasy. Desde aquí se independiza completemante de la otra serie de Square.
Se puede jugar simultáneamente con 2 o 3 jugadores a la vez. Soporta el accesorio "Super Multitap" para conectar un 3.er control.
Este juego fue traducido al inglés por Square pero los diálogos fueron pobres, por un tema de espacio de cajas de diálogo, por lo que se creó una retraducción, inicialmente por grupos traductores americanos. La versión en español, sin contar con las traducciones de grupos "Rom Hackers" ni con la extracción del rom desde Nintendo Switch, fue lanzada por primera vez en iOS, junto con la retraducción al inglés en 2010. En Android, se lanzó el 2014.

### Trials of Mana
Trials of Mana (originalmente Seiken Densetsu 3) fue lanzado exclusivamente para la Super Famicom japonesa el 30 de septiembre de 1995. Originalmente se planeó lanzarla fuera de Japón, pero se retrasó su lanzamiento hasta 2019, año de lanzamiento de Collection of Mana (o Seiken Densetsu Collection), debido a demasiados bugs y a los problemas de espacio de los cartuchos norteamericanos. En el año 2000 se tradujo al inglés por aficionados traductores. Una versión HD se va a lanzar en 2020 para PlayStation 4, Nintendo Switch y PC.
Los gráficos eran los mejores hasta esa fecha, a la altura de Final Fantasy VI o Bahamut Lagoon, y es considerado por muchos como el mejor juego de la serie. El modo de combate y multiplayer fue simplificado. A diferencia de "Secret of Mana", cabe destacar que en esta ocasión la historia varía dependiendo de los personajes que elijas al principio del juego, lo cual conlleva una aventura con guion, mazmorras y enemigos finales diferentes en cada caso.
A diferencia de "Secret of Mana" donde se puede jugar hasta 3 jugadores simultáneos con la ayuda del "Super multitap", en este solo se puede jugar con 2.º control.

### Legend of Mana
Lanzado solo para la PlayStation de la empresa Sony en el año 2000.
En esta 4.ª entrega, las gráficas se mejoran, donde se da la impresión de que los diseños son hechos a mano, con muchos colores, se incluyen videos de alta calidad, la jugabilidad es mejor, los jefes son imponentes, etc. En calidad técnica es lo mejor de la serie hasta el momento.
También es posible jugar con 2 "héroes", un personaje masculino y otro femenino. También durante el juego se puede jugar de 2 jugadores a la vez.
Las batallas, como siempre en "tiempo real", se mejoran ya que ahora se pueden hacer una gran cantidad de ataques y combinaciones.

### Sword of Mana
Lanzado para la Game Boy Advance el año 2003. La saga Mana llega de nuevo a las portátiles. En esta ocasión como "remake" del primera versión para Game Boy. El dibujo y diseño de personajes y ambiente fue mejorado.
Ahora el juego es en color. Puedes escoger entre 2 protagonistas o héroes, como les llaman, un hombre y una mujer.
Al que no escojas te apoya en las batallas a veces. La historia es semejante a la versión de GB (Game Boy) pero sin los aspectos de Final Fantasy. Contiene una buena historia con venganza, peleas y algo de amor.
Se puede jugar de 2 jugadores pero se necesita otra copia del juego y el cable Link de Game Boy Advance.

### Children of Mana
Children of Mana, conocido en Japón como Seiken Densetsu DS: Children of Mana (聖剣伝説DS CHILDREN of MANA, Seiken Densetsu DS: Chirudoren obu Mana, lit. "Holy Sword Legend DS: Children of Mana") es un videojuego de rol de acción para la Nintendo DS parte de la Saga Mana y más específicamente, de la compilación World of Mana lanzada por Square Enix Co., Ltd.. Children of Mana es el primer juego de la compilación World of Mana y fue desarrollado por Nex Enterteinment bajo la supervisión de Koichi Ishii.
En el centro de la isla de Illusia permanece el famoso Árbol de Mana. Varios años atrás, un gran desastre tomó lugar en la base del árbol y muchas vidas se perdieron, dejando a los personajes principales como huérfanos. Unos valientes chicos, un niño y una niña usaron la Espada de Mana para salvar al mundo del desastre. Ahora, años después, los personajes principales partieron para investigar los detalles del evento que despojó a varios seres queridos de ellos.
Fue lanzado en Japón el 2 de marzo de 2006, y fue posteriormente lanzado el 30 de octubre de 2006, y el 12 de enero de 2007, en Norte América y Europa, respectivamente. Este recibió críticas variadas, generalmente críticas positivas en Japón y negativas en los Estados Unidos.

### Friends of Mana
Friends of Mana es una versión multijugador lanzada para plataformas móviles. Toma acción en un mundo ficticio llamado Mi'Diel. Este juego fue una rareza debido a su estilo multijugador RPG. Los servidores para el juego fueron apagados el 28 de febrero de 2011.

### Dawn of Mana
Dawn of Mana es el primer juego de la serie totalmente en 3D, utiliza el motor gráfico Havok que se usó en Half-Life 2 el cual permite una gran interacción con el entorno 3D en la línea de tiempo del universo Mana, este juego es el principio de todo, mientras que Children of Mana ocurre diez años después. Está disponible para PlayStation 2.

### Heroes of Mana
Heroes of Mana es un RPG táctico de la consola Nintendo DS y es la precuela de Seiken Densetsu 3. Nació del deseo de realizar un juego similar a Age of Empires, StarCraft y Warcraft: Orcs & Humans.

### Circle of Mana
Circle of Mana es un juego de cartas virtual, publicado en la plataforma GREE el 5 de marzo de 2013. Los oponentes luchan para proteger el árbol de Mana usando cartas con los personajes de los juegos Secret of Mana, Seiken Densetsu 3, y Dawn of Mana. Todos los mundos están conectados a través del árbol de Mana, y los jugadores deben recuperar la espada de Mana para restaurar el balance. Fue publicado para iOS y Android

### Rise of Mana
Este juego fue publicado para iOS, Android, y PlayStation Vita. En él se retoma los inicios de los otros juegos, el género ARPG pero con algunas características como un modo cooperativo de 8 jugadores. Fue lanzado el 23 de abril de 2014.

### Adventure of Mana
Segundo remake de Seiken Densetsu: Final Fantasy Gaiden lanzado para iOS, Android y PlayStation Vita el 2016. Se usaron gráficos 3D (remplazando a los antiguos gráficos 2D), actualizaron canciones y controles.

### Collection of Mana
Videojuego recopilatorio de los tres primeros videojuegos publicado para Nintendo Switch el 2017.
- Datos: Q587964
- Multimedia: Mana (video game series) / Q587964